# Società Ginnastica Artistica Gymnasium
La Società Ginnastica Artistica Gymnasium, o Gymnasium Treviso, è una società sportiva italiana di ginnastica artistica, con sede a Villorba, ma fondata a Treviso.
È nota per essere la società organizzatrice del Trofeo Città di Jesolo. Attualmente compete nel campionato di Serie A1.

## Storia
La società viene fondata a Treviso nel 1987, da un gruppo di istruttori, genitori ed appassionati; la prima sede fu l'ex chiesa di Santa Margherita; ottenuta l'affiliazione alla Federginnastica nel 1991, e crescendo nel numero di iscritti ed anche nei risultati, ha rappresentato l'unica società della provincia di Treviso per la ginnastica agonistica.
Nel 1997, l'edificio sede della società era rimasto privo dei requisiti di sicurezza, pertanto è stato abbandonato, e la sede spostata al Collegio Vescovile Pio X, che però al mattino vedeva le lezioni di educazione fisica degli alunni: era necessario montare e smontare gli attrezzi quotidianamente.
Nel 2000 la società dovette abbandonare il collegio, e si spostò in un salone della parrocchia di San Paolo, alla periferia di Treviso. Il 5 maggio 2004 la sede fu vandalizzata ed incendiata, distruggendo anche gli attrezzi ginnici e rendendo inagibile l'edificio. In questo periodo si teneva la fase interregionale, ammissione ai campionati italiani, un mese dalla finale nazionale del campionato di serie C: le ginnaste ogni giorno allora hanno utilizzato palestre messe a disposizione dalle società vicine.
Nel 2006 la direzione tecnica della società viene affidata a Giorgio Citton, tecnico nazionale; a lui si sono affiancati Moira Ferrari e la ex ginnasta Daria Sarkhosh, vincitrice della medaglia d'oro ai XV Giochi del Mediterraneo e 17ª ai Mondiali di Melbourne.

### La conquista della Serie A
Fino al 2010 la società si è stabilita in una palestra a Paese; qui gli allenatori hanno cominciato la preparazione di squadre di qualità, culminata con la promozione della squadra in A2 al termine del campionato interregionale di serie B, con una squadra composta da Giulia Bergantin, Gloria Cendron, Alice Pozzobon e Virginia Scardanzan. La stagione 2011 termina all'8º posto. A causa di incomprensioni con la proprietà dello stabile, la palestra viene abbandonata e la società si stabilisce a Villorba.
Dopo la stagione 2012, torna in serie B nel 2013, e la squadra composta ancora da Gloria Cendron e Giulia Bergantin, con Joana Favaretto, Lorenza Migotto, Sara Moretto e Nicole Simionato riconquista la A2.
La stagione 2014 termina con la vittoria del campionato grazie alle tre vittorie nelle tre gare di Firenze, Torino e Desio, e la società conquista la promozione in A1, con la formazione composta da Lorenza Migotto, Joana Favaretto, Nicole Simionato.

## Le atlete
Tra le ginnaste di punta attualmente spicca Joana Favaretto, convocata nella nazionale juniores, ed Alice Pozzobon, la prima ginnasta trevigiana convocata in nazionale.